# Founder’s Medal (RGS)

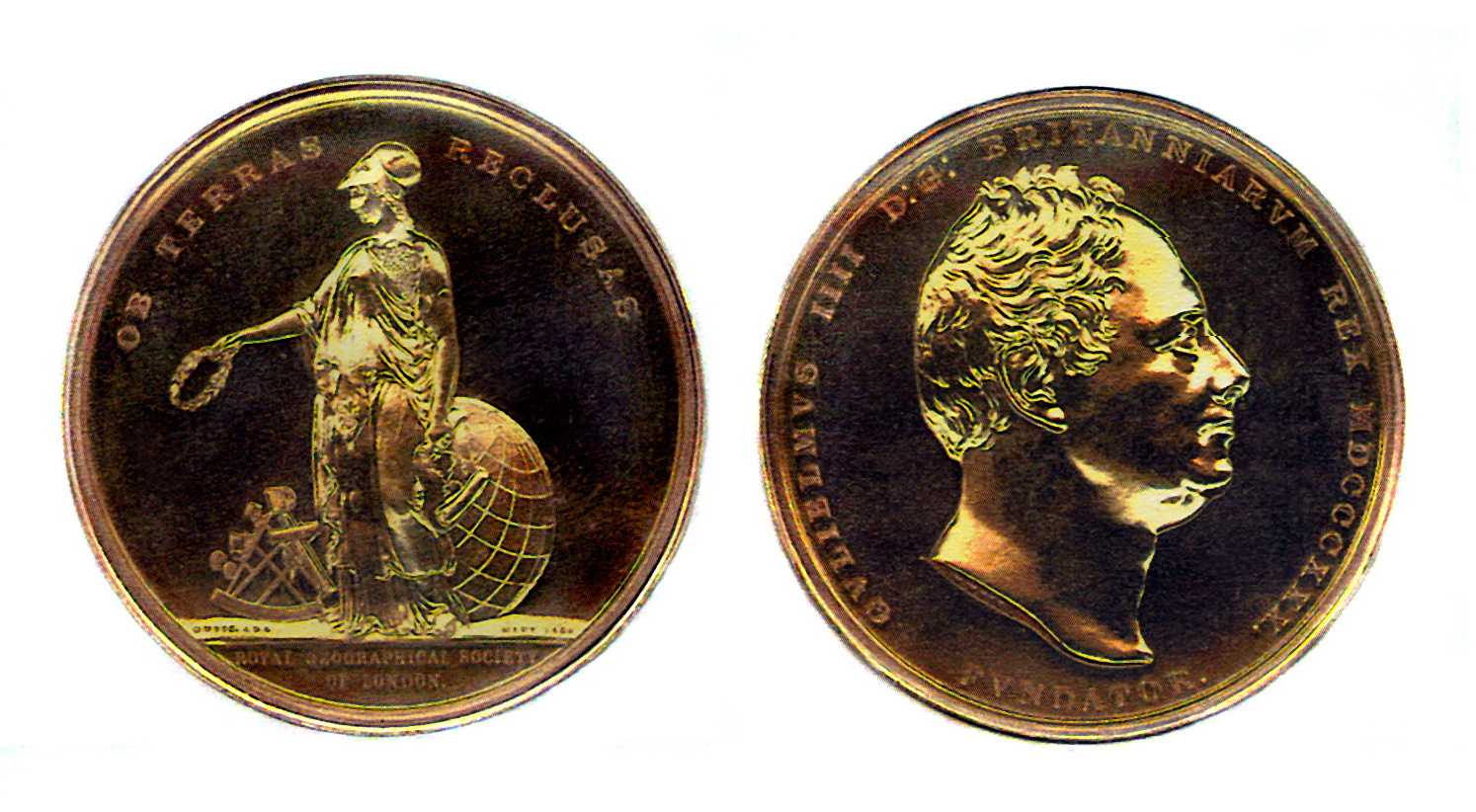
Founder’s Medal, 1927 an Kenneth Mason vergeben

Die Founder’s Medal ist eine von der Royal Geographical Society (RGS) vergebene Auszeichnung. Sie wurde 1832 von König Wilhelm IV. zunächst als Geldpreis von 50 Guineen gestiftet. Von 1836 bis 1838 wurde eine Medaille vergeben, und 1839 wurde das Stiftungsvermögen auf zwei gleichrangige Medaillen verteilt: Die Founder’s Medal, auf der bis heute das Konterfei Wilhelms IV. geprägt ist, und die Patron’s Medal.

## Preisträger
- 1832: Richard Lander
- 1833: John Biscoe
- 1834: John Ross
- 1835: Alexander Burnes
- 1836: George Back
- 1837: Robert Fitzroy
- 1838: Francis Rawdon Chesney
- 1839: Thomas Simpson
- 1840: Henry Creswicke Rawlinson
- 1841: Henry Raper
- 1842: James Clark Ross
- 1843: Edward John Eyre
- 1844: William John Hamilton
- 1845: Charles Tilstone Beke
- 1846: Paul Edmund de Strzelecki
- 1847: Charles Sturt
- 1848: James Brooke
- 1849: Austen Henry Layard
- 1850: David Livingstone
- 1851: Georg August Wallin
- 1852: John Rae
- 1853: Francis Gallton
- 1854: William Henry Smyth
- 1855: Karl Johan Andersson
- 1856: Elislia Kent Kane
- 1857: Augustus C. Gregory
- 1858: Richard Collison
- 1859: Richard F. Burton
- 1860: Lady Franklin
- 1861: John Hanning Speke
- 1862: Robert O’Hara Burke (posthum)
- 1863: Francis Thomas Gregory
- 1864: James Augustus Grant
- 1865: Thomas George Montgomerie
- 1866: Thomas Thomson
- 1867: Alexei Iwanowitsch Butakow
- 1868: August Petermann
- 1869: Adolf Erik Nordenskiöld
- 1870: George W. Hayward
- 1871: Roderick Murchison
- 1872: Henry Yule
- 1873: Ney Elias
- 1874: Georg Schweinfurth
- 1875: Karl Weyprecht
- 1876: Verney Lovett Cameron
- 1877: George Nares
- 1878: Ferdinand von Richthofen
- 1879: Nikolai Michailowitsch Prschewalski
- 1880: Louis Palander
- 1881: Alexandre Alberto da Rocha de Serpa Pinto
- 1882: Gustav Nachtigal
- 1883: Joseph Hooker
- 1884: Archibald Ross Colquhoun
- 1885: Joseph Thomson
- 1886: Adolphus Greely
- 1887: Thomas Hungerford Holdich
- 1888: Clements R. Markham
- 1889: Arthur Douglas Carey
- 1890: Emin Pascha
- 1891: James Hector
- 1892: Alfred Russel Wallace
- 1893: Frederick Selous
- 1894: Hamilton Bower
- 1895: John Murray
- 1896: William MacGregor
- 1897: Pjotr Semjonow
- 1898: Sven Hedin
- 1899: Louis-Gustave Binger
- 1900: Henry Hugh Peter Deasy
- 1901: Luigi Amedeo di Savoia-Aosta
- 1902: Frederick Lugard
- 1903: Douglas Freshfield
- 1904: Harry Johnston
- 1905: Martin Conway
- 1906: Alfred Grandidier
- 1907: Francisco Moreno
- 1908: Boyd Alexander
- 1909: Aurel Stein
- 1910: Henry Haversham Godwin-Austen
- 1911: Pjotr Kusmitsch Koslow
- 1912: Charles M. Doughty
- 1914: Albrecht Penck
- 1915: Douglas Mawson
- 1916: Percy Fawcett
- 1917: D. G. Howarth
- 1918: Gertrude Bell
- 1919: Ewan Maclean Jack
- 1920: Harry St John Bridger Philby
- 1921: Vilhjálmur Stefánsson
- 1922: Charles Howard-Bury
- 1923: Knud Rasmussen
- 1924: Ahmed Hassanein Bey
- 1925: Charles Granville Bruce
- 1926: Edward Felix Norton
- 1927: Kenneth Mason
- 1928: Tom Longstaff
- 1929: Francis Rennell Rodd
- 1930: Frank Kingdon-Ward
- 1931: Bertram Thomas
- 1932: Henry George Watkins
- 1933: James Wordie
- 1934: Hugh Ruttledge
- 1935: Ralph Alger Bagnold
- 1936: George William Murray
- 1937: Clinton Gresham Lewis
- 1938: John Rymill
- 1939: Arthur M. Champion
- 1940: Doreen und William Harold Ingrams
- 1941: Patrick Andrew Clayton
- 1942: Freya Stark
- 1945: Charles Camsell
- 1946: Edward A. Glennie
- 1947: Martin Hotine
- 1948: Wilfred Thesiger
- 1949: L. Dudley Stamp
- 1950: George F. Walpole
- 1951: Vivian Fuchs
- 1952: Harold William Tilman
- 1953: Patrick Douglas Baird
- 1954: John Hunt
- 1955: John Kirtland Wright
- 1956: John Giæver
- 1957: Ardito Desio
- 1958: Paul A. Siple
- 1959: William Anderson
- 1960: Phillip Law
- 1961: Michail Michailowitsch Somow
- 1962: Erwin McDonald
- 1963: Jacques-Yves Cousteau
- 1964: Louis Leakey
- 1965: Ernest F. Rootes
- 1966: Edred John Henry Corner
- 1967: Claudio und Orlando Villas Bôas
- 1968: W. Brian Harland
- 1969: Rodolfo N. M. Panzarini
- 1970: Walter William Herbert
- 1971: George Deacon
- 1972: George Stephen Ritchie
- 1973: Norman L. Falcon
- 1974: Chris Bonington
- 1975: Laurence Kirwan
- 1976: Brian B. Roberts
- 1977: Michael J. Wise
- 1978: R. L. Brown
- 1979: David R. Stoddart
- 1980: William Richard Mead
- 1981: Keith J. Miller
- 1982: Michael Ward
- 1983: Peter Markham Scott
- 1984: Ranulph Fiennes
- 1985: David Attenborough
- 1986: Timothy Severin
- 1987: Anthony Laughton
- 1988: Peter Hall
- 1989: Monica Kristensen
- 1990: John Hemming
- 1991: Andrew Goudie
- 1992: Alan G. Wilson
- 1993: Kenneth J. Gregory
- 1994: Ronald Cooke
- 1995: Gathorne Gathorne-Hardy, 5. Earl of Cranbrook
- 1996: John Woods
- 1997: Tony Wrigley
- 1998: Robert J. Bennett
- 1999: Mike Kirkby
- 2000: Brian Robson
- 2001: William L. Graf
- 2002: Bruno Messerli
- 2003: Michael F. Goodchild
- 2004: Leszek Starkel
- 2005: Nicholas Shackleton
- 2006: Derek Gregory
- 2007: Roger G. Barry
- 2008: Julian Dowdeswell
- 2009: Alan R. H. Baker
- 2010: Diana Liverman
- 2011: David N. Livingstone
- 2012: Charles Withers
- 2013: Keith Richards
- 2014: Geoffrey Boulton
- 2015: Michael Batty
- 2016: Michael Storper
- 2017: Gordon Conway
- 2018: Paul Rose
- 2019: Trevor Barnes
- 2020: Heather Viles
- 2021: Andy Eavis
- 2022: David Hempleman-Adams[2]
- 2023: Andrew Mitchell[3]
- 2024: Vanessa Lawrence[4]
- 2025: Børge Ousland[5]

(Anmerkungen: Statt einer Medaille erhielten David Livingstone 1850 einen Chronometer und Karl Johan Andersson 1855 Vermessungsinstrumente. 1851 wurde, wie 1832 bis 1835, ein Geldpreis vergeben. 1913 wurden, statt die Founder’s Medal zu vergeben, eine Sondermedaille (Special Antarctic Medal) und die bereits 1904 verliehene Patron’s Medal an die Witwe von Robert Falcon Scott übergeben. 1943 und 1944 erfolgte keine Preisvergabe.)